# Etadžima (Hirošima)

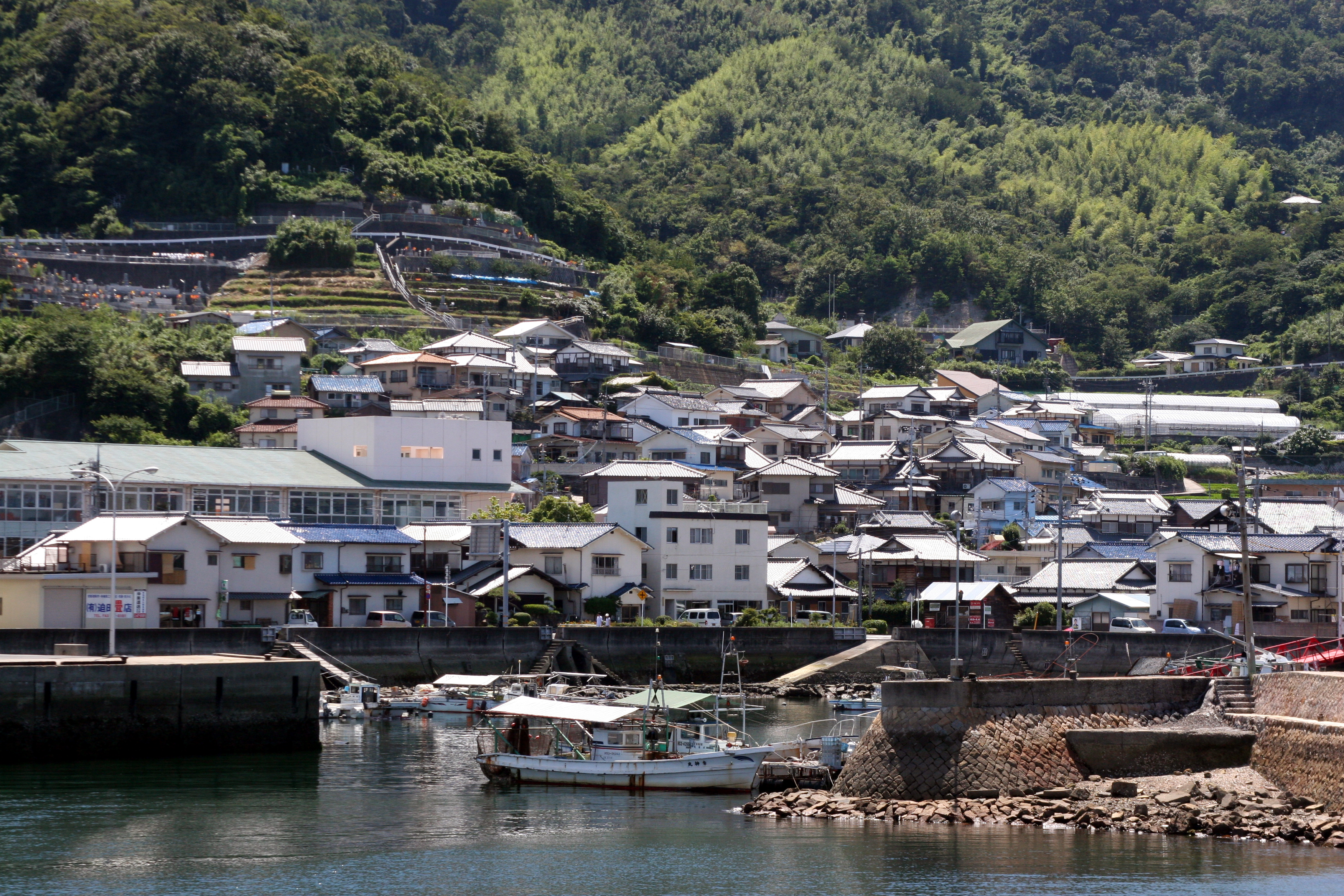
Okimi

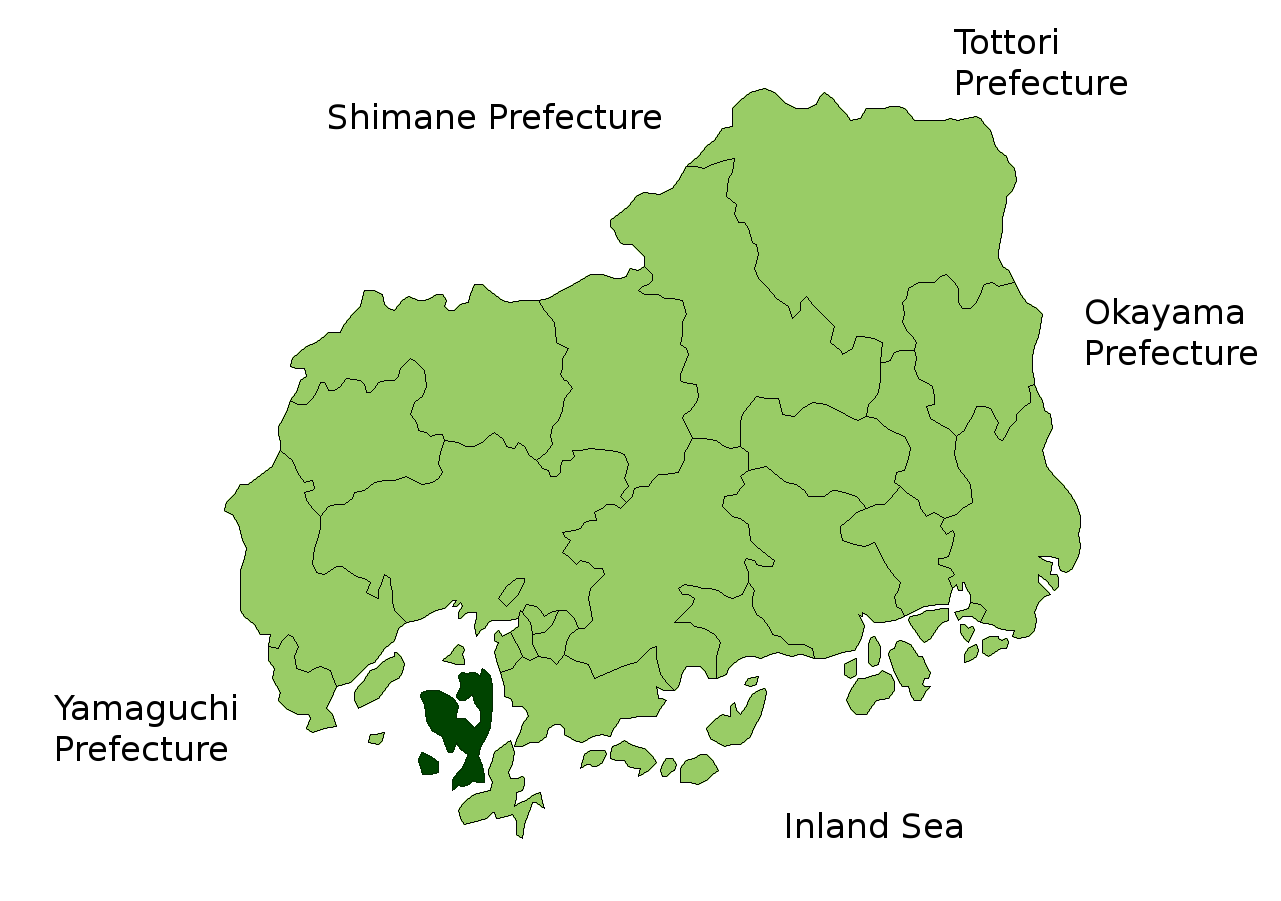
Poloha města Etadžima na mapě prefektury Hirošima

Etadžima (japonsky: 江田島市; Etadžima-ši) je japonské město ležící na ostrově Etadžima v Hirošimské zátoce v jihozápadní části prefektury Hirošima.
Město (市, ši) vzniklo 1. listopadu 2004 spojením původního menšího města Etadžima (町, mači) s městy Nómi, Ógaki a Okimi.
K 1. lednu 2015 mělo 24 659 obyvatel a celkovou rozlohu 100,88 km².
Ve městě je známé námořní muzeum.